# Tag en rask beslutning
|  | Denne artikel er oprettet af botten PalnaBot ud fra en ekstern database. Den kan derfor have sproglige fejl eller mangler. Denne skabelon kan fjernes efter kontrol af indholdet. |

Tag en rask beslutning er en kortfilm instrueret af Gert Fredholm efter eget manuskript.